# Sallisaw
Sallisaw – miejscowość w Stanach Zjednoczonych, w stanie Oklahoma, siedziba administracyjna hrabstwa Sequoyah.